# Botanical Research Institute of Texas

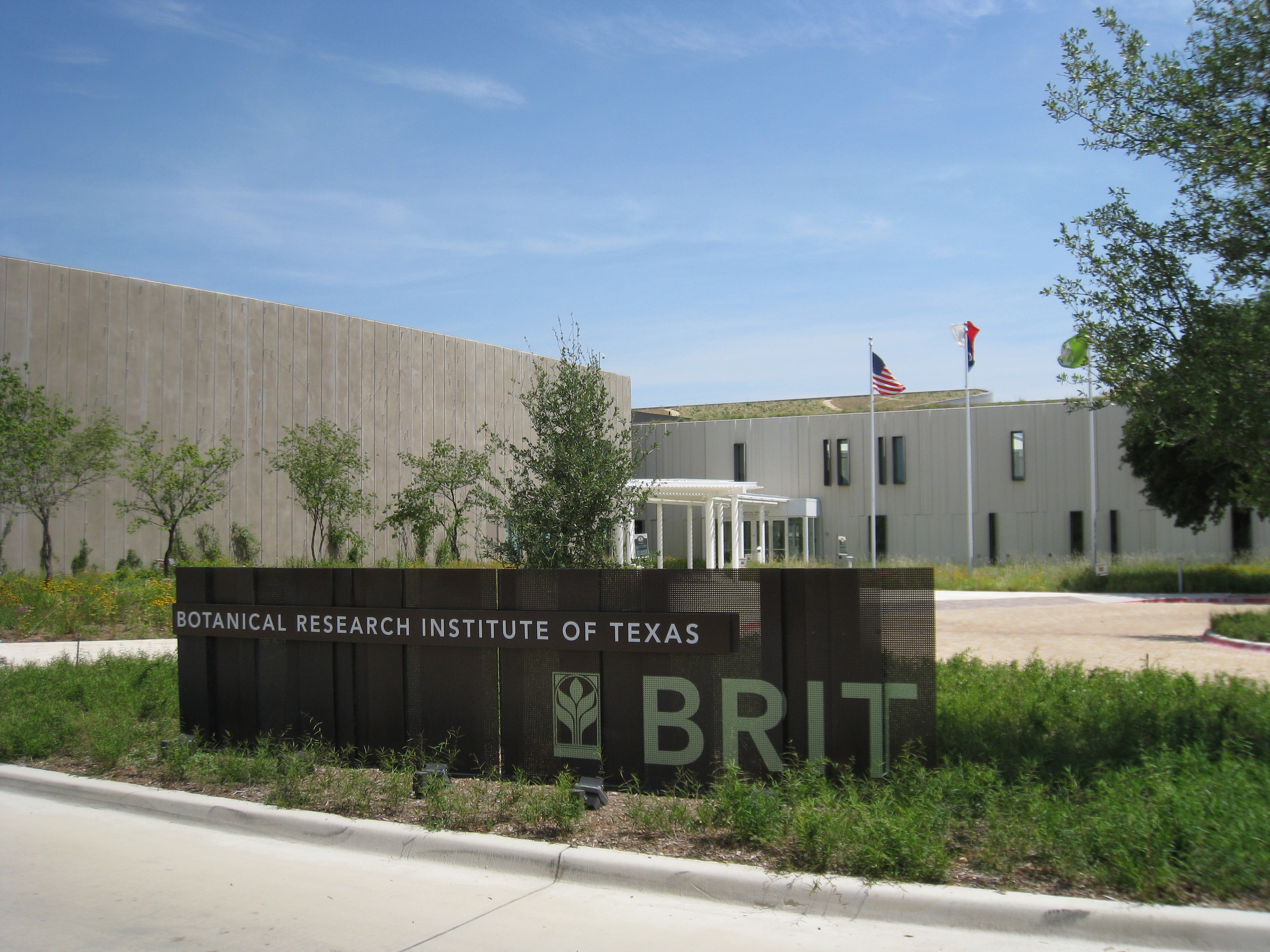
Botanical Research Institute of Texas

Het Botanical Research Institute of Texas (BRIT) is een onderzoeksinstituut  dat zich richt op onderzoek op het gebied van de plantkunde. Het is gevestigd op twee locaties in Fort Worth (Texas).  Het instituut houdt zich bezig met het vergroten van de botanische kennis door educatie, wetenschappelijk onderzoek, het uitbrengen van wetenschappelijke publicaties en het verzamelen van plantmateriaal. 
Het onderzoeksinstituut werd in 1987 opgericht om het herbarium en de botanische bibliotheek van de Southern Methodist University te huisvesten. Het instituut startte met de herbariumcollectie van circa 450.000 specimens van Lloyd H. Shinners (1918-1971), een Texaanse botanicus. Zijn persoonlijke boekencollectie en die van Eula Whitehouse werden toegevoegd aan de bibliotheek. In 1991 ging het instituut open voor het publiek. In 1997 doneerde de Vanderbilt University zijn herbarium van meer dan 360.000 specimens aan het instituut.
Het instituut is van maandag tot en met vrijdag te bezoeken door het publiek. Het Main Office huisvest het herbarium en het grootse deel van de activiteiten. Het Education Office bevindt zich op een andere plek in Fort Worth. Hier vinden de educatieve activiteiten plaats. Er zijn plannen om het instituut te verhuizen naar een locatie naast de Fort Worth Botanic Garden.
Het herbarium bevat meer dan een miljoen specimens. De herbariumspecimens komen van vindplaatsen van over de hele wereld, maar vooral uit Texas en de zuidoostelijke Verenigde Staten. De collectie bestaat uit vaatplanten (vooral uit de composietenfamilie, de cypergrassenfamilie, de grassenfamilie en de vlinderbloemenfamilie), mossen, korstmossen, wilde planten en gecultiveerde planten. Op verzoek determineren stafleden van het instituut planten. De bibliotheek is op weekdagen geopend voor het publiek en heeft een collectie van meer dan 95.000 volumes. 
Het instituut richt zich op onderzoek op meerdere terreinen, voornamelijk floristiek en systematiek, ecologie van landschappen en de relaties tussen planten en mensen (etnobotanie). Met het Illustrated Texas Floras Project richt het instituut zich op de flora van Texas. Samen met wetenschappers uit Indonesië en Papoea-Nieuw-Guinea werken wetenschappers van het instituut aan het in kaart brengen van de flora van Nieuw-Guinea. In het Andes to Amazon Biodiversity Program werkt het instituut in de regio van de Andes en de Amazone in Peru samen met wetenschappers van meerdere wetenschappelijke organisaties waaronder Conservation International. 
Het instituut verzorgt meerdere uitgaven. Het wetenschappelijke tijdschrift Journal of the Botanical Research Institute of Texas verschijnt twee keer per jaar. Daarnaast publiceert het instituut boeken in het Spaans en het Engels over diverse botanische onderwerpen. Iridos is een tweejaarlijkse publicatie die informeert over recente activiteiten en ontwikkelingen van het instituut. 
Het instituut is aangesloten bij de Council on Botanical and Horticultural Libraries (CBHL), een internationale organisatie van individuen, organisaties en instituten die zich bezighouden met de ontwikkeling, het onderhouden en het gebruik van bibliotheken met botanische literatuur en literatuur over tuinen. Tevens is het instituut aangesloten bij de American Institute of Biological Sciences (AIBS), een wetenschappelijke associatie die zich richt op het bevorderen van biologisch onderzoek en onderwijs in de Verenigde Staten. Ook is het instituut aangesloten bij de Plant Conservation Alliance (PCA), een samenwerkingsverband dat zich richt op de bescherming van planten die van nature voorkomen in de Verenigde Staten. Het instituut is lid van de Natural Science Collections Alliance, een Amerikaanse non-profit-associatie die zich richt op de ondersteuning van natuurwetenschappelijke collecties, hun menselijke middelen, de instituten die de collecties huisvesten en hun onderzoeksactiviteiten.